# Wilfried Belschner
Wilfried Belschner (* 24. März 1941 in Gerolzhofen) ist ein emeritierter Professor der Psychologie der Universität Oldenburg.

## Leben
Belschner besuchte von 1946 an die Grundschule seines Geburtsortes und ab 1951 das Alexander-von-Humboldt-Gymnasium in Schweinfurt. 1960 begann er sein Psychologiestudium an der Universität Würzburg und wechselte ein Jahr später an die Albert-Ludwigs-Universität Freiburg, wo er 1965 abschloss. Bis 1968 arbeitet er dann als Klinischer Psychologe an der Klinik für Kinder und Jugendliche in Freiburg. 1968 erfolgte seine Promotion zum Dr. phil. Nach einem Jahr als Lehrbeauftragter in Konstanz ging er bis 1974 als Hochschullehrer nach Braunschweig. An der Universität Oldenburg war er bis zu seiner Emeritierung Professor für Psychologie in der Arbeitsgruppe Gesundheitsforschung und Gesundheitsförderung. Belschners Lehr- und Forschungsgebiete sind die Gesundheitspsychologie, Public Health, Psychologie des Bewusstseins und Qigong.